# Mythicomyia torta
Mythicomyia torta är en tvåvingeart som beskrevs av Tabet och Hall 1987. Mythicomyia torta ingår i släktet Mythicomyia och familjen svävflugor.
Artens utbredningsområde är Kalifornien. Inga underarter finns listade i Catalogue of Life.